# Пролетарский (Курский район)
Пролета́рский — хутор в Курском районе (муниципальном округе) Ставропольского края России.
До 16 марта 2020 года входил в состав сельского поселения Ростовановский сельсовет.

## География
Расстояние до краевого центра: 206 км.
Расстояние до районного центра: 34 км.

## Население
| 1989 | 2002  | 2010  | 2021  |
| ---- | ----- | ----- | ----- |
| 838  | ↗1272 | ↗1572 | ↘1553 |

По данным переписи 2002 года 74 % населения — турки.

## Инфраструктура
- Библиотека. Открыта 7 апреля 1965 года[7]
- Средняя общеобразовательная школа № 16

## Кладбища
В 700 м к югу от хутора расположены 2 общественных открытых кладбища площадью 19 тыс. м² и 17, 5 тыс. м².